# شریف‌بیگلو
شریف‌بیگلو روستایی است که در استان اردبیل، شهرستان اردبیل، بخش مرکزی، دهستان ارشق شرقی قرار دارد.
این روستا در فاصله 40 کیلومتری شهر اردبیل واقع شده است.

## جمعیّت
بر اساس سرشماری سال ۱۳۸۵ جمعیّت این روستا ۴۷۰ نفر با ۸۶ خانوار بوده‌است.